# Pablo de Porturas y Landázuri
Pablo de Porturas y Landázuri (Subijana-Morillas, España, julio de 1748 - Lima, Virreinato del Perú, mayo de 1818)fue un visitador, contador y tesorero de la administración del Virreinato del Perú. 
Nació en el pueblo de Subijana-Morillas en Álava, Reino de España. Fue hijo de Juan de Gordóniz-Porturas y Latatu, y de doña Josefa Ortiz de Landázuri y Arriaga, naturales de Pedernales, Vizcaya. El 18 de agosto de 1800, contrajo matrimonio con doña Juana Paula del Corral y Aranda y tuvieron tres hijos: Manuel, Pablo Manuel y José Luis.
Su hijo, don Pablo Manuel de Porturas y del Corral, a su regreso de un viaje a España, que se iniciara inmediatamente después de la elección de su futura esposa, trajo consigo al sacerdote mercedario José Rufo Vallejo, a fin de que este celebrara la boda con la srta. María Santos Verde.
Don José Rufo, asumió la conducción de la parroquia de Santiago de Chuco y cuidó de ella, donde engendró una hija y un hijo, este último llamado Francisco de Paula Vallejo Benítez, quien fuera el padre del poeta César Vallejo.
Don Pablo Trabajó como visitador de la Real Caja de Arequipa, como contador de la Real Caja de Trujillo, como contador de la Real Caja del Cuzco y como ministro tesorero de Ejército y Real Hacienda de las Cajas Reales de Lima.
Perteneció a la Congregación de seglares de  Nuestra Señora de la O, siendo parte de la junta de 1812 junto a Martín de Laspiur y al exalcalde ordinario de Lima José Antonio Errea y la de 1813 junto a Ignacio de Santiago Rotalde y nuevamente con José Antonio de Errea.El 8 de marzo de 1797 ganó Real Provisión de Vizcainía en la Chancillería de Valladolid.